# Blacy (Marna)
Blacy è un comune francese di 683 abitanti situato nel dipartimento della Marna nella regione del Grand Est.

## Società

### Evoluzione demografica
Abitanti censiti